# روبرتو آرلت
روبرتو امیلیو گفردو آرلت (به اسپانیایی Roberto Emilio Godofredo Arlt)(1900 - 1942) رمان‌نویس، روزنامه‌نگار، نمایشنامه‌نویس و مخترع شهیر آرژانتینی. او را نخستین نویسنده‌ی مدرن آرژانتین می‌دانند که بر نویسندگانی چون ریکاردو پیگلیا و روبرتو بولانیو تاثیر شگرفی گذاشته است. خولیو کورتاثار خود را بسیار وام‌دار آرلت می‌دانست و او را استاد خود می‌نامید.